# Garath McCleary
Garath McCleary, född 15 maj 1987 i Oxford, är en engelsk-jamaicansk fotbollsspelare som spelar för Wycombe Wanderers som yttermittfältare. 

## Karriär
Den 17 maj 2012 värvades McCleary av Reading, där han skrev på ett treårskontrakt. Den 3 oktober 2014 förlängde McCleary sitt kontrakt i klubben fram till sommaren 2017. Den 17 januari 2017 förlängde han återigen sitt kontrakt, denna gång fram till sommaren 2020.
Den 4 november 2020 värvades McCleary av Wycombe Wanderers, där han skrev på ett kontrakt över säsongen 2020/2021. I januari 2021 förlängdes McClearys kontrakt med ett år.